# Marine polonaise
La Marine polonaise (polonais : Marynarka Wojenna)  est une des branches des forces armées polonaises. La flotte actuelle en la date de 2025 comprend 113 navires dont 2 sous-marins, 2 frégates, 3 bateaux lance-missiles et 5 corvettes. Les effectifs de la Marine polonaise sont actuellement de 18 000 marins
Cette marine est officiellement créée en 1918, après la naissance de la deuxième république de Pologne, mais la Pologne dispose d'une grande force navale depuis le Moyen Âge. Elle est aujourd'hui l'une des plus importantes de la mer Baltique, seule mer avec laquelle la Pologne est en contact avec une côte de plus de 528 kilomètres. 
Le siège de la Marine polonaise ainsi qu'une majeure partie de la flotte se trouve à Gdynia, grande ville portuaire de Pologne, où se trouve également le musée de la marine de guerre de Gdynia. Son préfixe de navire est ORP (Okręt Rzeczypospolitej Polskiej signifiant « navire de la république de Pologne »).

## La marine polonaise en 1939
- Deux destroyers français de classe Simoun : l'ORP Wicher et l'ORP Burza.
- Deux destroyers polonais construits en Grande-Bretagne : l'ORP Grom et l'ORP Błyskawica.
- Trois sous-marins mouilleurs de mines : l'ORP Ryś, l'ORP Wilk et l'ORP Żbik.
- Deux sous-marins de haute mer : l'ORP Orzeł et l'ORP Sęp.
- Un mouilleur de mines : l'ORP Gryf.
- Un cuirassé français prêté temporairement (1940-1945) :  Le Paris

Avant l'invasion de la Pologne, la flotte polonaise reçut le 29 août 1939 l'ordre de partir pour la Grande-Bretagne, selon le Plan Pékin.

## Forces navales
État des forces actualisées en 2023.

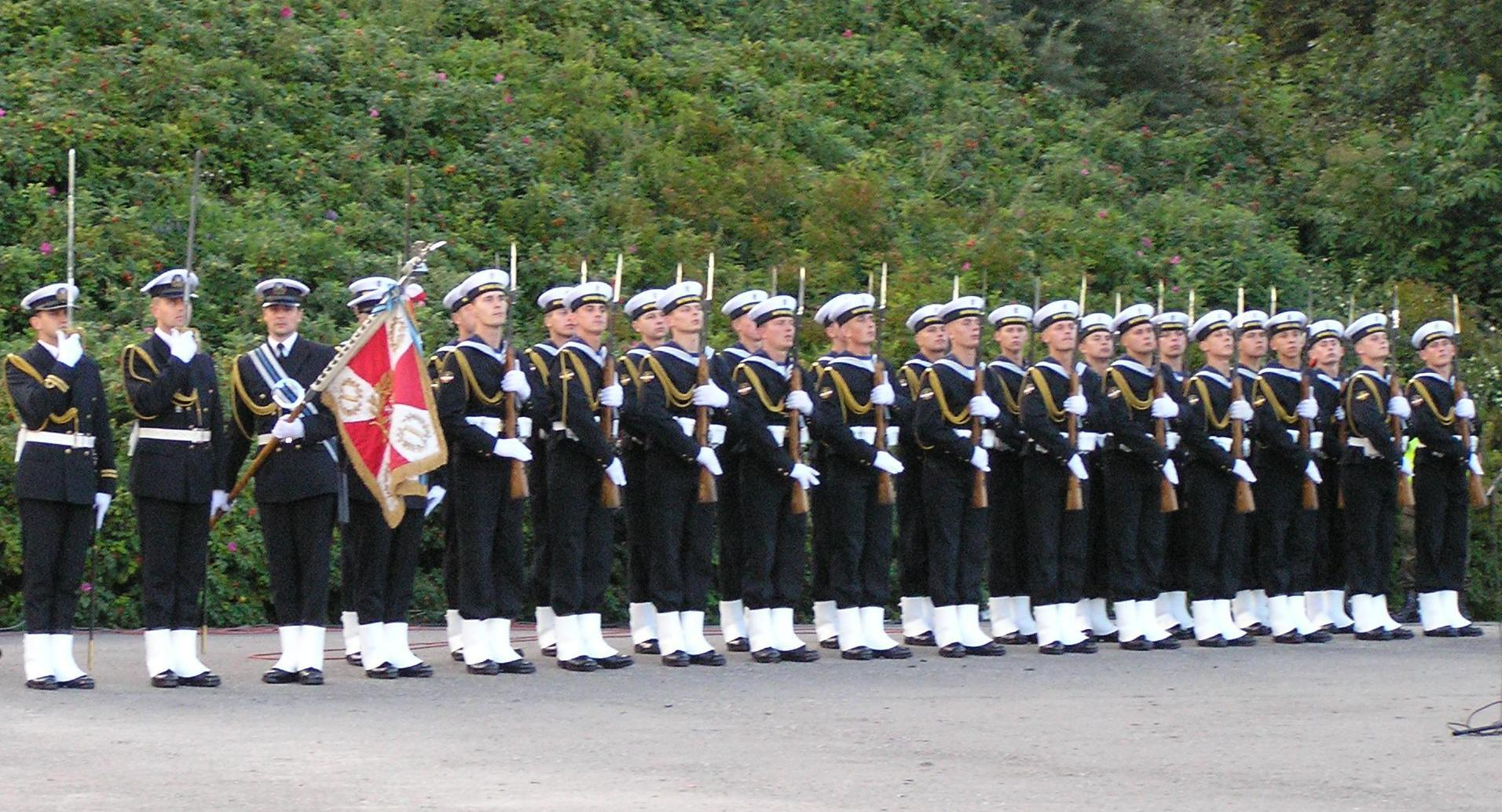
Marins Polonais

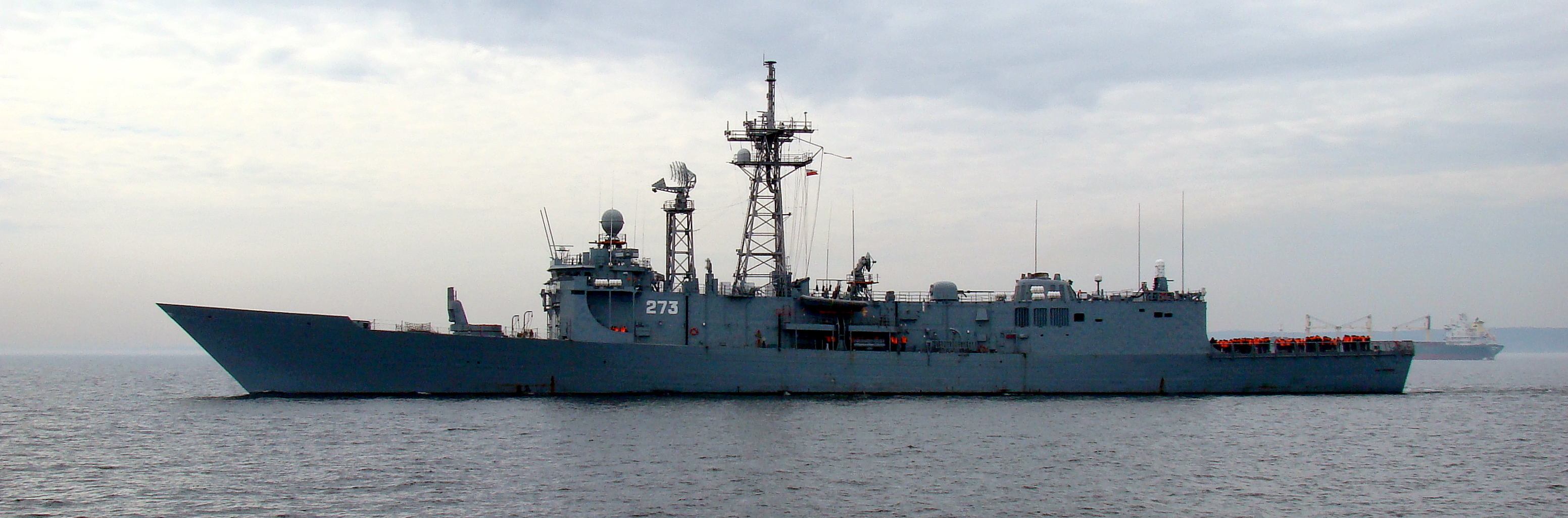
Frégate ORP Gen. T. Kościuszko

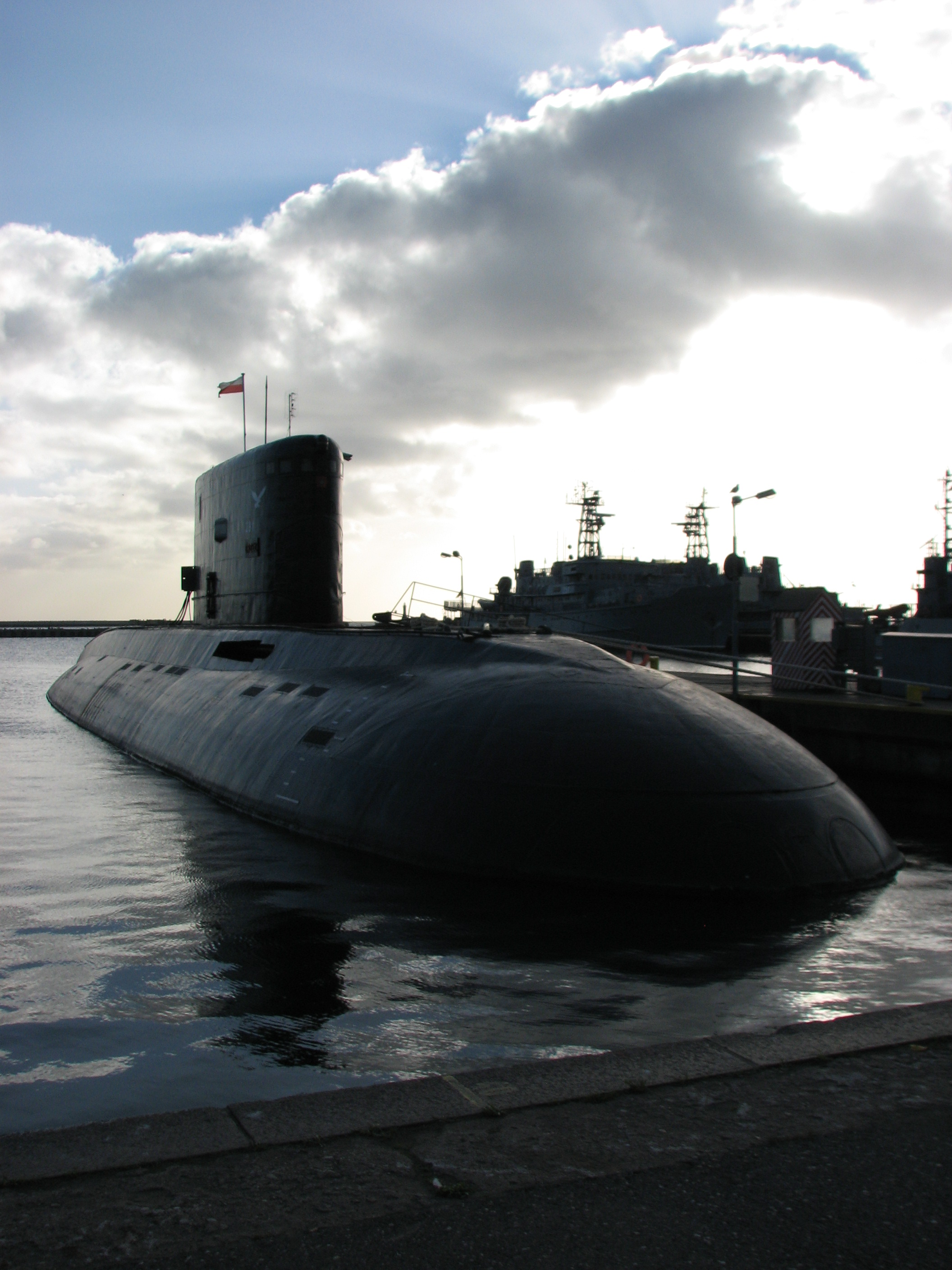
Sous-marin ORP Orzeł, Gdynia

- 1 sous-marin, type Kilo - ORP Orzeł (291)
- 2 sous-marins, type Kobben - Sęp (295), Bielik (296) - désarmés le 14 décembre 2021[3]. -
- 2 frégates type Oliver Hazard Perry - OORP gen. K. Pułaski (272), Gen. T. Kościuszko (273)
- 1 corvette, type Kaszub - ORP Kaszub (240)
- 3 corvettes lance roquettes-artillerie, type Orkan - OORP Orkan (421), Piorun (422), Grom (423)
- 3 chasseurs-destructeurs de mines, type Mewa - OORP Flaming (621), Mewa (623), Czajka (624)
- 1 remorqueur, type Gopło - ORP Gopło (630)
- 12 remorqueurs, type Gardno - OORP Gardno (631), Bukowo (632), Dąbie (633), Jamno (634), Mielno (635), Wicko (636), Resko (637), Sarbsko (638), Necko (639), Nakło (640), Drużno (641), Hańcza (642)
- 4 remorqueurs, type Mamry - OORP Mamry (643), Wigry (644), Śniardwy (645), Wdzydze (646)
- 5 navires de transport-poseur de mines, type Lublin - OORP Lublin (821), Gniezno (822), Kraków (823), Poznań (824), Toruń (825);
- 2 navires de reconnaissance radioélectronique, type Nawigator - OORP Nawigator (262), Hydrograf (263)
- 1 navire-école - ORP Iskra II (253)
- 1 navire école, type Wodnik - ORP Wodnik (251)
- 2 navires d'aide en mer et de secours / sauvetage, type Piast - OORP Piast (281), Lech (282)
- 1 navire d'aide en mer et de secours, type Gniewko - OORP Gniewko (R-12)
- 2 navires d'aide et de secours, type Zbyszko - OORP Zbyszko (R-14), Maćko (R-15)
- 2 navires hydrographiques - ORP Heweliusz (265), ORP Arctowski (266) - Le ORP Kopernik (pl) (261) est désarmé en 2006 -
- 1 navire d'appui logistique / soutien polyvalent, type Kontradmirał Xawery Czernicki - ORP Kontradmirał Xawery Czernicki (511)
- 1 navire citerne pétrolier ravitailleur, type Bałtyk - ORP Bałtyk (Z-1)
- 1 navire musée, type Grom - ORP Błyskawica

L'aéronavale dispose de 14 avions PZL M28B Bryza et d'une trentaine d'hélicoptères[Quand ?].